# Цифровая фреска
Цифровая фреска (англ. Frescography) — метод воспроизведения традиционной классической фрески на бумаге, холсте, стекле или плитке с помощью программного обеспечения Computer-aided mural (CAM) и цифровой печати. Метод был разработан немецким художником-монументалистом Райнером Марией Латцке в 1998 году.

## Техника цифровой фрески
Метод фрескографии базируется на старинной технологии, практикующейся французской фабрикой Zuber с XVIII века, изготовления дорогих обоев и тканей с помощью старинных печатных досок. Чтобы создать один панорамный пейзаж, производители использовали тысячи досок. Одним из таких произведений является «Дикари Тихого океана» (фр. Sauvages de la Mer Pacifique) Жана-Габриеля Шарве (1834) — панорама из 20 частей, созданная на мануфактуре Жозефа Дюфура и украшающая по сей день Зал дипломатических приёмов Белого дома. В отличие от обоев фрескография исполняется на едином полотне с учётом всех особенностей декорируемого помещения.

## Принцип фрескографии
В фрескографии используются мотивы в цифровом формате, хранящиеся в базе данных. Для того чтобы избежать работы с файлами высокого разрешения, что значительно замедляет процесс, было разработано новое программное обеспечение CAM, например Dreamworlds Design Studio, где пользователь работает с файлами с низким разрешением. Потом отредактированные файлы преобразуются в изображения с высоким разрешением и распечатываются на широкоформатных принтерах. Программа позволяет учесть размеры и конфигурацию декорируемых поверхностей, принять во внимание имеющиеся архитектурные элементы (двери, окна, балки) и создать индивидуальную фреску для конкретного помещения. Основа с нанесённым изображением крепится на декорируемую поверхность так же, как и обои.
Срок службы цифровой фрески — несколько десятилетий. Полотна покрывают составами, защищающими от ультрафиолетовых лучей, влажности и прочих агрессивных воздействий внешней среды. Это позволяет размещать фреску не только в помещении, но и на улице. Возможны варианты с искусственными трещинами, с неровной, рельефной поверхностью, с золотыми или серебряными вставками. Изображение можно монтировать на любые изогнутые поверхности (например колонны), а развитие цифровых технологий позволяет выполнить фреску с любой фотографии.
Основой для цифровой фрески могут служить самые различные материалы: холст, керамика, стекло, полимеры в зависимости от типа принтера. Обычно фрескография печатается с помощью широкоформатных принтеров, например Vutek Efi.
В технике фрескографии декорированы Зал Ланнера и Легара в Венской ратуше и интерьеры круизного парусника Royal Clipper.
Несмотря на то, что стоимость цифровой фрески существенно ниже традиционной, выполненной вручную, для среднего покупателя она всё же достаточно велика.

## Институт фрескографии
В 2009 году изобретатель техники фрескографии, профессор Райнер Мария Латцке, основал Институт Фрескографии (IOF) (Логан, штат Юта, США). IOF — некоммерческая организация, её задача заключается в повышении интереса к искусству росписи и фрески. IOF занимается исследованиями по истории искусства, вопросами цифрового воспроизведения художественных произведений, процесса печати и материалов, а также разрабатывает методы реставрации монументальной живописи.
Совместно с Немецким Центральным институтом истории искусств, IOF располагает архивом в 40000 изображений европейской монументальной живописи (от средневековья до конца XIX столетия) и архивом «Мировые орнаменты» в 5000 изображений. Архив IOF является крупнейшим архивом фрески и декоративного искусства в США.
Архив «Мировые орнаменты» создан на основе двух крупнейших энциклопедических собраний орнаментов XIX века в технике хромолитографии: Auguste Racinet L’Ornement polychrome (Т. I и II 1875—1888) и M. Dupont-Auberville L’Ornement des tissus (1877).
IOF принимает участие в музейных проектах и выставках, посвящённых искусству росписи и фрески.